# Acinopterus excavatus
Acinopterus excavatus är en insektsart som beskrevs av Beamer och Lawson 1938. Acinopterus excavatus ingår i släktet Acinopterus och familjen dvärgstritar. Inga underarter finns listade i Catalogue of Life.